# Emmanuel Le Roy Ladurie

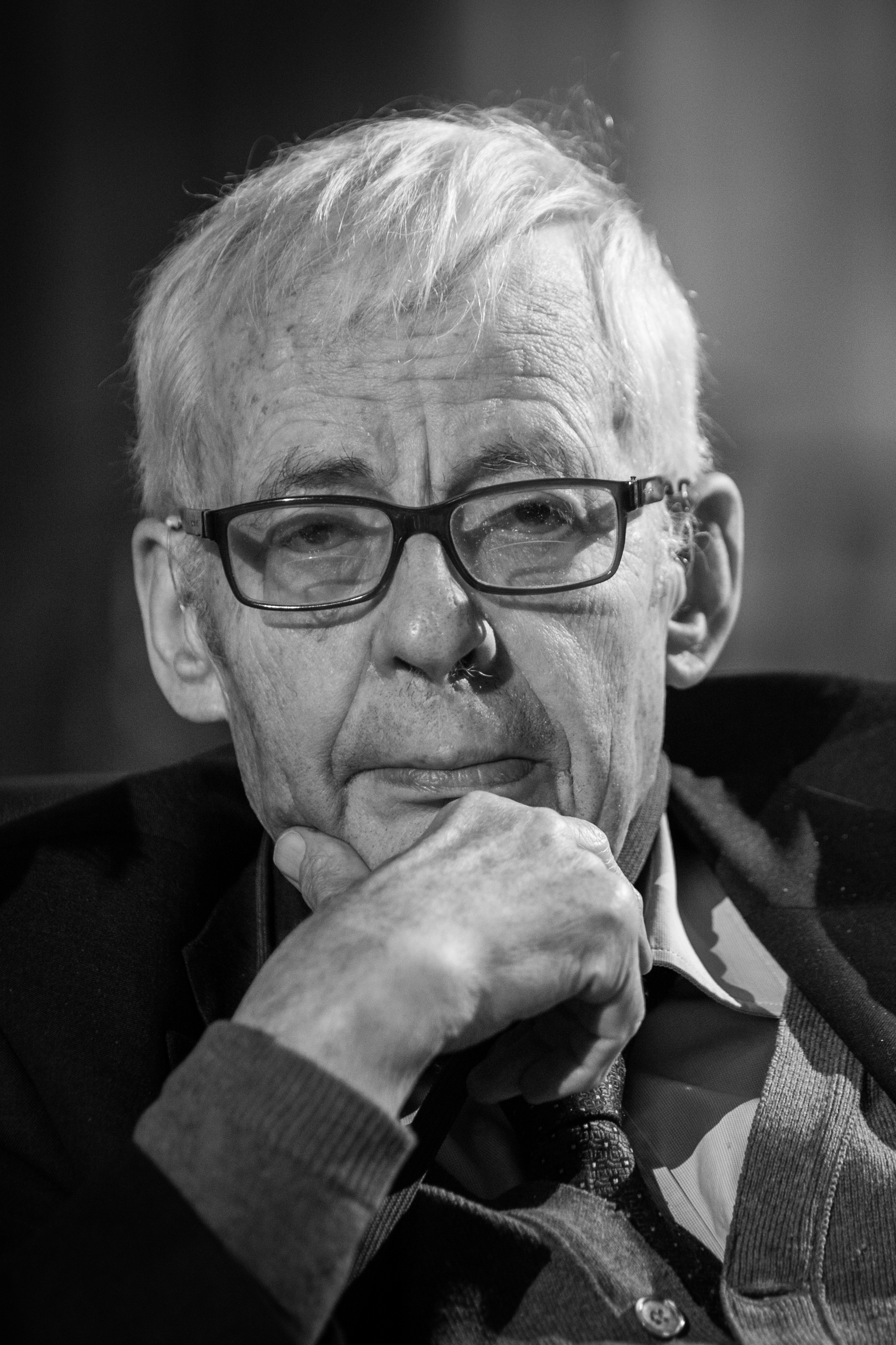
Emmanuel Le Roy Ladurie (2014)

Emmanuel Bernard Marie Le Roy Ladurie (* 19. Juli 1929 in Les Moutiers-en-Cinglais, Département Calvados; † 22. November 2023 in Paris) war ein französischer Historiker, der zur Annales-Schule gehörte und u. a. am Collège de France sowie an der École des hautes études en sciences sociales in Paris wirkte.

## Leben
Le Roy Laduries Familie stammte aus der Normandie. Sein Vater Jacques Le Roy Ladurie (1902–1988) war Vorsitzender der Bauerngewerkschaft Union nationale des syndicats agricoles, Vertreter der katholischen Soziallehre und langjähriger Bürgermeister der kleinen Gemeinde Les Moutiers-en-Cinglais. Er war 1942 Minister für Landwirtschaft des Vichy-Regimes, schloss sich dann aber der Résistance an und wurde später Abgeordneter des Départements Calvados in der Nationalversammlung. Emmanuel Le Roy Ladurie besuchte eine katholische Privatschule in Caen, dann das Lycée Henri IV in Paris und das Lycée Lakanal in Sceaux. Er bestand 1949 die Aufnahmeprüfung an der École normale supérieure in Paris, wo er im Zweig Lettres (Geisteswissenschaften, Sprachen und Literatur) studierte, und erhielt 1953 die Agrégation (Lehrbefugnis für höhere Schulen) im Fach Geschichte. Während des Studiums war er in der linken Studentenvereinigung Union nationale des étudiants de France (UNEF) aktiv. 1949 schloss er sich dem Parti communiste français (PCF) an, trat aber 1956 wegen der sowjetischen Niederschlagung des Ungarnaufstands aus der Partei aus.
Von 1955 bis 1957 unterrichtete er als Lehrer am lycée de garçons de Montpellier (Lycée Joffre). In dieser Zeit begann er sich mit der Forschung zu beschäftigen, was einen entscheidenden Einfluss auf seine Karriere hatte. Von 1958 bis 1960 war er als wissenschaftlicher Mitarbeiter am Centre national de la recherche scientifique angestellt und von 1960 bis 1963 war er Assistent an der faculté de Lettres (Fakultät für Sprachen, Literatur, Philosophie und Geschichte) in Montpellier. In dieser Zeit war er Mitglied des Parti socialiste unifié (PSU). Danach wechselte er als Dozent an die École des hautes études en sciences sociales (EHESS). Mit der Arbeit Les Paysans de Languedoc wurde er 1966 zum docteur ès lettres promoviert (entspricht etwa einer Habilitation). Sein 1975 erschienenes Werk Montaillou, village occitan de 1294 à 1324 hatte weltweiten Erfolg. Es handelt vom Alltagsleben in einem okzitanischen Dorf in den Pyrenäen und beruht auf den Notizen des Inquisitors Jacques Fournier, Bischof von Pamiers im 14. Jahrhundert.
Le Roy Ladurie wurde 1969 als Maître de conférences (Juniorprofessor) an die Pariser faculté de Lettres berufen, im Jahr darauf wurde er Professor an der Sorbonne. Infolge der Aufteilung der Pariser Universität lehrte er ab 1971 an der Universität Paris VII („Diderot“). Anschließend hatte er – als Nachfolger seines akademischen Lehrers Fernand Braudel – von 1973 bis 1999 den Lehrstuhl für die Geschichte der modernen Zivilisation am Collège de France inne. 1974 wurde er in die American Academy of Arts and Sciences und 1979 in die American Philosophical Society gewählt. Ab 1984 war er korrespondierendes Mitglied der British Academy und seit 1989 Mitglied der Academia Europaea. Er leitete von 1987 bis 1994 die Bibliothèque nationale de France. Ab 1995 war er Mitglied der Académie des sciences morales et politiques des Institut de France. Er gehörte dem Leitungsausschuss der renommierten geschichtswissenschaftlichen Zeitschrift Annales an, danach war er Mitglied des wissenschaftlichen Beirats. Auch nach seiner Emeritierung war er weiterhin sehr aktiv, nahm an Konferenzen teil und veröffentlichte Artikel, vor allem im Bereich der Klimageschichte.
Nachdem Le Roy Ladurie als junger Mann mit dem Kommunismus sympathisiert hatte, wurde er später zu einem Vertreter der liberalen Rechten und ausgesprochenen Kritiker linker Ideologien. Er wurde 1985 stellvertretender Vorsitzender der Gruppe Liberté sans Frontières („Freiheit ohne Grenzen“), die sich gegen linke Entwicklungstheorien und totalitäre Regimes in der Dritten Welt stellte. Außerdem war er ab 2000 Vorsitzender der von Karel Bartošek initiierten Association d’études et de recherches en sciences sociales Annie Kriegel, einer antitotalitären wissenschaftlichen Vereinigung.
Am 22. November 2023 verstarb Emmanuel Le Roy Ladurie im Alter von 94 Jahren in Paris.

## Werk
Le Roy Laduries Hauptgebiet war die Erforschung und Beschreibung des Lebens der einfachen Menschen im Mittelalter und der Frühen Neuzeit, speziell in der Region Languedoc-Roussillon. Er rekonstruierte die Alltagsgeschichte und Strukturen hinter den Ereignissen zum Beispiel aus Protokollen der Inquisition oder Steuerlisten und Anwaltsschriften der Kleinstadt Romans.
Le Roy Ladurie wurde als Pionier der mikrohistorischen Analyse bezeichnet und damit zu den einflussreichsten zeitgenössischen Historikern gezählt. Er wurde stark durch seinen Mentor Fernand Braudel und die Annales-Schule geprägt. Mehrere seiner geschichtswissenschaftlichen Bücher wurden zu Bestsellern; besonders seine 1975 veröffentlichte Monografie Montaillou über das Leben und die Mentalität von Hirten und Bauern im Dorf Montaillou zu Zeiten der Katharer-Verfolgung war ein großer Erfolg. Im Buch Karneval in Romans (1979) beschrieb er unter vielen Dimensionen einen kleinbürgerlichen Aufstand 1579/80 in der Kleinstadt Romans in der Dauphinè, der am Karnevalsfest niedergeschlagen wurde.
Le Roy Ladurie gilt als einer der Pioniere der historischen Klimatologie. Er war ein Vorreiter in der Rekonstruktion der Klimageschichte aus Schriftzeugnissen, den Klimaarchiven der Gesellschaft. In seiner Klimageschichte seit dem Jahr 1000 konzentrierte er sich auf die Rekonstruktion von Schwankungen von Mittelwerten der Temperatur in der vorinstrumentalen Vergangenheit anhand von historischen Daten des Weinlesebeginns und von Berichten über historische Alpengletscher während der kleinen Eiszeit. Dabei distanzierte er sich von Elementen des klimatischen Determinismus in der älteren Geschichtsschreibung. Entsprechend der bis ins ausgehende 20. Jahrhundert in der Klimatologie geltenden vorrangigen Beschäftigung mit Mittelwerten und der Geringschätzung kurzfristiger Ereignisse in der damals vorherrschenden Annales-Schule betrachtete er die Beschäftigung mit Extremereignissen und Naturkatastrophen anhand von chronikalischen Quellen als trivial, was er in einer Kontroverse mit dem schwedischen Historiker Gustav Utterström zum Ausdruck brachte. Aufgrund des erwachenden öffentlichen Bewusstseins für den anthropogenen Klimawandel und seine Folgeerscheinungen im 21. Jahrhundert schloss Le Roy Ladurie später auch Extremereignisse und Naturkatastrophen in seine klimageschichtlichen Darstellungen ein. Als seinen bedeutendsten Nachfolger auf dem Gebiet der Historischen Klimatologie betrachtete er den Schweizer Historiker Christian Pfister, mit dem er freundschaftlich verbunden blieb.
Er schrieb auch über den Aufstieg von Thomas Platter dem Älteren, einem Schweizer, der es im 16. Jahrhundert vom Hirten zum Humanisten und Rektor in Basel brachte, und gab Dokumente, Autobiographisches und Reiseberichte zu ihm und dessen Familie heraus, besonders von Thomas Platter dem Jüngeren, der in Montpellier studierte.

## Auszeichnungen (Auswahl)
- Ehrendoktor der Universitäten Genf, Michigan, Leeds, Leicester, York, Carnegie Mellon University, Durham, Hull, Dublin, Albany, Montréal, Haïfa, Oxford, Pennsylvania[23]
- 1996: Kommandeur der Ehrenlegion[24]
- Kommandeur des Ordre des Arts et des Lettres[24]

## Schriften (Auswahl)
- Les Paysans de Languedoc. Dissertation, Sevpen, Paris 1966.
  - Übersetzung: Die Bauern des Languedoc. Klett-Cotta, Stuttgart 1966. Neuausgabe, Klett-Cotta, Stuttgart 1983, ISBN 3-608-93025-6. Neuausgabe, dtv 1990, ISBN 3-423-04555-8.
- Histoire du climat depuis l’an mil. Flammarion, Paris 1967.
- Montaillou, village occitan de 1294 à 1324. Gallimard, Paris 1975.
  - Übersetzung: Montaillou. Ein Dorf vor dem Inquisitor 1294–1324. Propyläen, Frankfurt am Main 1980, ISBN 3-549-07390-9. Neuausgabe, Ullstein, Berlin 2000, ISBN 3-548-26571-5.
- Le Carnaval de Romans: de la Chandeleur au Mercredi des cendres (1579–1580). Gallimard, Paris 1979.
  - Übersetzung: Karneval in Romans. Von Lichtmeß bis Aschermittwoch 1579–1580. Klett-Cotta, Stuttgart 1979, ISBN 3-12-935060-8. Neuausgabe, dtv, München 1989, ISBN 3-423-04498-5.
- Le Siècle des Platter. Band 1: Le mendiant et le professeur. Fayard, Paris 1995.
  - Übersetzung: Eine Welt im Umbruch. Der Aufstieg der Familie Platter 1499–1628. Klett-Cotta, Stuttgart 1998, ISBN 3-608-91779-9.
- Le Siècle des Platter. Band 2: Le voyage de Thomas Platter. 1595–1599. Fayard, Paris 2000, ISBN 2-213-60547-5.
- Le Siècle des Platter. Band 3: L’Europe de Thomas Platter: France, Angleterre, Pays-Bas. 1599–1600. Herausgegeben, übersetzt, und kommentiert von Emmanuel Le Roy Ladurie. Fayard, Paris 2006, ISBN 2-213-62785-1.
- L’Historien, le Chiffre et le Texte. Fayard, Paris 1997.
- Saint-Simon ou le système de la Cour. Fayard, Paris 1997.
- Les fluctuations du climat de l’an mil à aujourd’hui. Fayard, Paris 2011.
- Une vie avec l’histoire. Mémoires. Tallandier, Paris 2014.